# Doum Doum
Doum Doum è un comune del Ciad situato nel dipartimento di Doum Doum, provincia del Lago.
È capoluogo del dipartimento.